# Christen-Democratisch en Vlaams
Christen-Democratisch en Vlaams (CD&V) anhörenⓘ (deutsch Christlich-Demokratisch und Flämisch) ist eine christdemokratische Partei im belgischen Landesteil Flandern und in Brüssel.

## Gründung
Die erste Katholische Partei (Katholieke Partij) in Belgien wurde 1869 als Verbond van Katholieke Kringen en der Conservatieve Verenigingen (Verband katholischer Kreise und konservativer Vereinigungen) gegründet, insbesondere auf Initiative des katholischen Anwalts und Politikers Charles Graf Woeste als Antwort auf den wachsenden Antiklerikalismus, der vor allem vom belgischen Liberalismus ausging. Von 1884 bis 1918 hatte die katholische Partei unter der Führung von Charles Woeste die absolute Mehrheit im Parlament und war in der Regierungsverantwortung.
1921 erfolgte die Umbenennung zur Katholieke Unie van arbeiders, burgers, middenstanders en landbouwers (Katholische Union der Arbeiter, Bürger, Mittelständler und Bauern).
1936 erlitt die Union eine schwere Wahlniederlage; die Katholische Union (Katholieke Unie) ging im Katholischen Block (Katholieke Blok) auf.

## Zeit nach 1945
Nach dem Zweiten Weltkrieg erfolgte die Eingliederung in die am 18./19. August 1945 gegründete Christelijke Volkspartij CVP (Christliche Volkspartei), die sich 1968 aufteilte in die flämische Christelijke Volkspartij (CVP) sowie die Parti Social Chrétien (PSC), das Pendant im französischen Sprachraum Belgiens.
2001 änderte die CVP (Christelijke Volkspartij) ihren Namen in CD&V (Christen-Democratisch en Vlaams). Sie wurde bei den Bundeswahlen 2003 nur drittstärkste Partei in Belgien, 2004 aber die größte Partei Flanderns. Yves Leterme wurde neuer flämischer Ministerpräsident.
Nach der Föderalwahl 2007 stellte die CD&V mit Yves Leterme nach neunmonatiger Regierungskrise von März bis Dezember 2008 den Premierminister in einer Fünferkoalition. Leterme trat nach Bekanntwerden einer Einflussnahme auf Richter in der Fortis-Affäre zurück. Ab dem 30. Dezember 2008 war der vormalige Kammervorsitzende im Abgeordnetenhaus Herman Van Rompuy Premierminister. Da er jedoch am 19. November 2009 zum ersten ständigen Präsidenten des Europäischen Rates designiert wurde, legte er sein Amt als Premierminister wegen Unvereinbarkeit am 25. November 2009 nieder. Noch am selben Tag wurde Yves Leterme erneut zum Premierminister ernannt, seitdem führt er seine zweite Föderalregierung.
Nach der flämischen Wahl 2009 wurde die CD&V erneut größte Partei Flanderns. Kris Peeters, der dies schon seit 2007 war, wurde erneut flämischer Ministerpräsident.
Marianne Thyssen, seit 2008 Parteivorsitzende, trat am 23. Juni 2010 anlässlich der Niederlage der CD&V bei den Föderalwahlen vom 13. Juni 2010 von der Parteispitze zurück. Wouter Beke wurde am 22. Dezember 2010 zum neuen Vorsitzenden gewählt, nachdem er das Amt nach dem Rücktritt Thyssens bereits kommissarisch übernommen hatte.

## Schwesterparteien
In Belgien ist die CD&V traditionell eine Schwesterpartei der LE und der CSP. Andere große christdemokratische EVP-Mitglieder in Europa sind die CDU und die CSU in Deutschland, die CSV in Luxemburg und das CDA in den Niederlanden.